# لجنة مستشاري وزارة الخارجية لشؤون نزع السلاح (الولايات المتحدة)
لجنة مُسْتَشَارِي وزارة الخارجية لشؤون نزع السلاح (بالإنجليزية: State Department Panel of Consultants on Disarmament)، وكان يُشَار إليها أحيانًا باسم لجنة أوبينهايمر (بالإنجليزية: Oppenheimer Panel)، كانت عبارة عن فريق أسَّسَتْه وزارة الخارجية الأمريكية وعمل في الفترة ما بين إبريل 1952م وحتى 1953م، أي خلال آخر سنة من سنوات حكم إدارة الرئيس هاري ترومان. وتألفت من عدد من الشخصيات البارزة في العلم، والقانون، والتعليم، والحكومة، وكان يرأسها عالم القيزياء ج. روبرت أوبينهايمر. وكانت اللجنة تهدف إلى تطوير توصيات متعلقة بسياسة نزع السلاح في الولايات المتحدة في ظل الحرب الباردة.
مَثَّلَت التوصية الابتدائية للجنة آخر محاولة لمنع تصنيع الأسلحة النووية الحرارية، حيث حَثَّت اللجنة الحكومة على عدم الشُّرُوع في الاختبار الأول للقنبلة الهيدروجينية. ولكن الحكومة لم تأخذ بتلك التوصية ومَضَتْ قُدُمًا في العمل على الاختبار في خريف سنة 1952م كما كان مقررًا. وبعد ذلك طرحت اللجنة سلسلة من التوصيات المتعلقة بسياسة الولايات المتحدة تجاه الأسلحة النووية والعلاقات مع الاتحاد السوفيتي. وفي إحداها، أوصت اللجنة الحكومة بأن تتخذ منهجًا أكثر شفافية وانفتاحًا مع الشعب الأمريكي فيما يتعلق بميزان القوى النووية ومخاطر الحروب النووية، وقد جذبت تلك التوصية اهتمام إدارة أيزنهاور الجديدة التي قادها ذلك إلى إطلاق مبادرتَيْ مشروع كاندور وذَرَّات لأجل السلام (بالإنجليزية: Atoms for Peace) عام 1953م.